# Thierry Watrice
Thierry Watrice (né le 23 janvier 1957 à Paris) est un athlète français, spécialiste du demi-fond et des courses de fond.

## Biographie
Il a commencé sa carrière d'athlète au club de Gretz-Tournan (SCGT) avant de rejoindre le club voisin d'Ozoir-la-Ferrière (VSOP) afin de pouvoir bénéficier des conseils de Michel Jazy. Il s'illustre dans les catégories cadets et juniors en prenant plusieurs places sur les podiums des championnats de France de ces catégories.
En 1978, il fait partie de l'équipe de France de cross-country qui remporte la médaille d'or par équipes des Championnats du monde de cross, à Glasgow en Écosse.
Il est Champion de France dans trois disciplines différentes de l'athlétisme avec le cross-country en 1982, le 5 000 mètres en 1983 et le marathon en 1989. 

### Palmarès
- 26 sélections en équipe de France A
- 14 sélections en Équipe de France Jeunes
- 10 participations aux Championnats du monde de cross

Championnats de France Élite :
- - 1er et Champion de France de cross en 1982
- - 1er et Champion de France du 5 000 m en 1983
- - 1er et Champion de France du marathon en 1989

Jeux méditerranéens :
- - 1er du 10 000 mètres des Jeux méditerranéens 1983 à Casablanca

### Records
| Épreuve        | Performance     | Lieu        | Date |
| -------------- | --------------- | ----------- | ---- |
| 3 000 m        | 7 min 49 s 56   | Saint Maur  | 1984 |
| 5 000 m        | 13 min 27 s 58  | Zurich      | 1983 |
| 10 000 m       | 28 min 4 s 61   | Florence    | 1984 |
| 20 000 m piste | 1 h 2 min 55 s  |             | 1979 |
| Heure piste    | 19,306 km       |             | 1979 |
| 25 km route    | 1 h 16 min 20 s | Blanquefort | 1989 |
| Marathon       | 2 h 16 min 5 s  | Bordeaux    | 1991 |